# Wróble-Wargocin
Wróble-Wargocin (prononciation : [ˈvrublɛ varˈɡɔt͡ɕin]) est un village polonais de la gmina de Maciejowice dans le powiat de Garwolin de la voïvodie de Mazovie dans le centre-est de la Pologne.
Le village possède approximativement une population de 240 habitants.

## Histoire
De 1975 à 1998, le village appartenait administrativement à la voïvodie de Siedlce.